# Henrieta Nagyová
Henrieta Nagyova (født 15. december 1978 i Nové Zámky) er en kvindelig tennisspiller fra Slovakiet, der har stoppet karrieren. Henrieta Nagyova startede sin karriere i 1994 og stoppede i 2006. 
21. september 2001 opnåede Henrieta Nagyova sin højeste WTA single rangering på verdensranglisten som nummer 21. 